# John Summit
John Walter Schuster (29 juli 1994), beter bekend onder zijn artiestennaam John Summit, is een Amerikaanse dj, producer en remixer. Summit speelt voornamelijk house & techno en heeft opgetreden op festivals zoals Coachella, Lollapalooza, Tomorrowland en EDC Las Vegas. Hij heeft ook uitverkochte optredens gehad in iconische locaties zoals Red Rocks Park and Amphitheater en The Brooklyn Mirage in New York. Hij staat bekend om remixes, originele nummers en marathonoptredens.

## Loopbaan

### 2018–2021: Vroege carrière en doorbraak
Summit was een actieve dj tijdens zijn studie accountancy aan de University of Illinois Urbana-Champaign. In 2019 verliet hij zijn accountantbaan omdat deze "zielzuigend" was en schakelde hij over naar fulltime produceren met zijn spaargeld. Zijn doorbraak kwam in 2020 met "Deep End," dat het langst op nummer 1 stond op Beatport dat jaar. In 2021 volgden succesvolle singles, waaronder "Sun Came Up" met Sofi Tukker en "Human," een nummer 1-track op Amerikaanse dance radio. Tegen het einde van 2021 was hij de bestverkopende artiest op Beatport en de op een na meest gestreamde op Spotify.

### 2022–2023: Experts Only
In 2022 toerde Summit wereldwijd en lanceerde zijn label Off The Grid, later hernoemd naar Experts Only. Het label bracht muziek uit van Summit en andere artiesten. Summit tekende in 2023 "Where You Are" met Experts Only en behaalde zijn eerste Billboard Top 10. Zijn live-optredens in 2023 omvatten grote festivals en locaties. Hij werd genoemd in de Forbes 30 Under 30 Music-lijst en zijn nummer Where You Are werd een favoriet van Barack Obama. Summit woont in Miami, na begin 2023 een woning te hebben gekocht.